# Theaudience
Theaudience is een Engelse britpopband uit de jaren negentig van de twintigste eeuw. Kort na het ontstaan in 1997 splitste de band zich alweer op. De leadzangeres van de band, Sophie Ellis-Bextor, begon later een succesvolle solocarrière.
De band bracht één album uit: theaudience. Het tweede album - I See A World - werd door het opsplitsen van de band niet voltooid. In 2009 plaatste een ex-bandlid van theaudience de demo's van het tweede album op YouTube.

## Discografie

### Albums
| Album informatie                                                 |
| ---------------------------------------------------------------- |
| theaudience (album) - Uitgebracht in 1998 - #22 Groot-Brittannië |

### Singles
| Jaar | Single                                                      | Verenigd Koninkrijk | Album       |
| ---- | ----------------------------------------------------------- | ------------------- | ----------- |
| 1997 | "I Got the Wherewithal"                                     | 170                 | theaudience |
| 1998 | "If You Can't Do It When You're Young; When Can You Do It?" | 48                  | theaudience |
| 1998 | "A Pessimist Is Never Disappointed"                         | 27                  | theaudience |
| 1998 | "I Know Enough (I Don't Get Enough)"                        | 25                  | theaudience |